# Papyrus 121

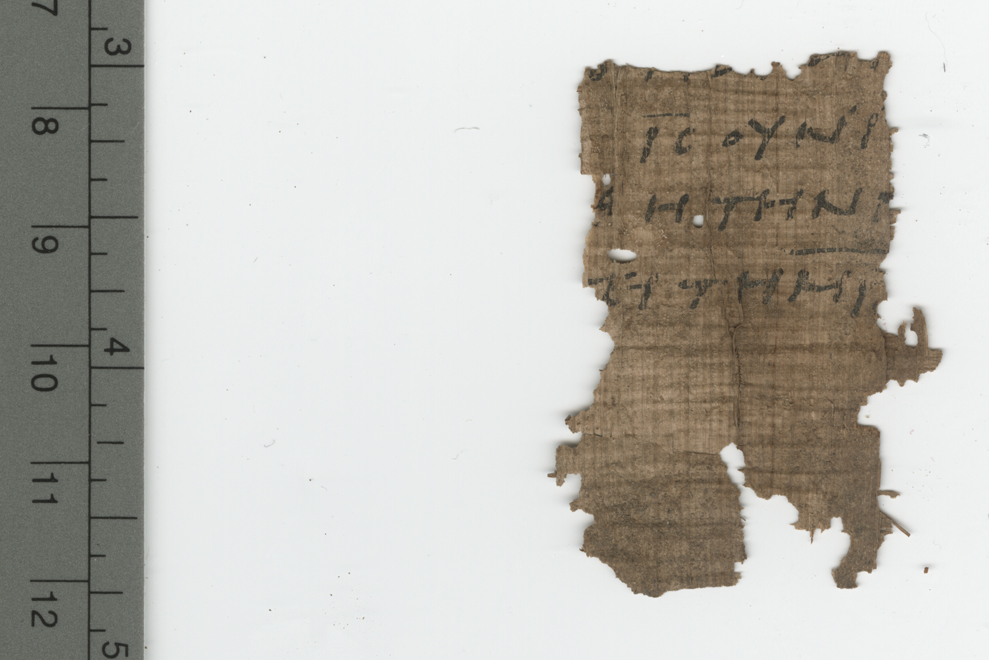
Papyrus 121 V

Papyrus 121 (volgens de nummering van Gregory-Aland) of {\displaystyle {\mathfrak {P}}^{121}}, of P.Oxy. 4805, is een oud Grieks afschrift van het Nieuwe Testament op papyrus. Het bevat het Evangelie volgens Johannes 19:17-18,25-26; het zijn fragmenten. Op grond van schrifttype wordt een ontstaan in de 3e eeuw aangenomen.
Het wordt bewaard in de Papyrologie afdeling van de Art, Archaeology and Ancient World Library in Oxford Verenigd Koninkrijk, nr 4805.

## Tekst
De Griekse tekst van de codex vertegenwoordigt de Alexandrijnse tekst.
Het handschrift is onregelmatig, de ruimte tussen de letters is niet overal even groot.
Hoewel er maar weinig tekst is, zijn er twee heilige namen te vinden.
nomina sacra: ΙΣ (I_S = Jezus) en ΜΗΙ M_I = metri, derde naamval van meter, moeder (= Maria).
| Page recto of {\displaystyle {\mathfrak {P}}}121                                                                                       | Page verso of {\displaystyle {\mathfrak {P}}}121                                                                                |
| νιου Τοπον ο λεγεται Εβραιστι Γολγοθα οπου αυτον εσταρωσαν και μετ' αυτου αλλους δυο εντευθεν κα εντευθεν μεσον                        | η ΙΣ ουν ιδων την μητερα και τον μαθητην παρεστωτα ον ηγαπα λεγει τη ΜΗΙ Γυναι ιδε ο υιος                                       |
| schedelplaats, in het Hebreeuws Golgotha. Daar kruisigden ze hem, en met hem twee anderen, aan weerszijden een en Jezus in het midden. | Toen dan Jezus zijn moeder zag en de discipel dhij liefhad bij haar staande, zei hij tegen zijn moeder, "Vrouwm, zie, iw zoon!" |

De in het rood weergegeven letters ontbreken.

### Officiële registratie
- "Continuation of the Manuscript List" Institute for New Testament Textual Research, University of Münster. Retrieved April 9, 2008